# Monk's Stout
Monk’s Stout is een Belgisch bier van hoge gisting.
Het bier wordt gebrouwen in Brouwerij Dupont te Tourpes. Het is een donkerbruin bier met een alcoholpercentage van 5,2%. In de jaren vijftig werd dit bier reeds gebrouwen door de grootvader van de huidige brouwer Olivier Dedeycker, die in 2010 een nieuwe versie op de markt bracht.